# Tinissa parallela
Tinissa parallela är en fjärilsart som beskrevs av Robinson 1976. Tinissa parallela ingår i släktet Tinissa och familjen äkta malar. Inga underarter finns listade i Catalogue of Life.